# Другий у команді
Другий у команді (англ. Second in Command) — американо-румунський бойовик 2006 року режисера Саймона Феллоуза.

## Сюжет
У Молдові група озброєних повстанців робить спробу державного перевороту. Рятуючись від заколотників, президент країни переховується в посольстві США. Регулярна армія не змогла чинити опір заколотникам, і повстанці спробували взяти посольство штурмом. Після того, як американський посол був убитий, його заступник, офіцер Сем Кінан, змушений прийняти командування на себе. Тепер тільки йому під силу захистити посольство і перешкодити планам повстанців.

## У ролях
| Актор                | Роль                         |
| -------------------- | ---------------------------- |
| Жан-Клод Ван Дамм    | командер Семюел «Сем» Кінан  |
| Джулі Кокс           | Мішель Вітмен                |
| Алан Маккенна        | капітан Джон Болдвін         |
| Вільям Теплі         | Френк Гейнс                  |
| Разаак Адоті         | сержант «Ганні» граф Дарнелл |
| Велібор Топіч        | Антон Таваров                |
| Воррен Дероса        | Майк Шустек                  |
| Ян Вірго             | капрал Віїлл Батлер          |
| Раффаелло Дегруттола | Зангер                       |
| Шербан Челя          | президент Юрій Амірев        |